# باکاری کونه
باکاری ک..ونده (فرانسوی: Bakary Koné‎؛ زادهٔ ۲۷ آوریل ۱۹۸۸) بازیکن فوتبال اهل بورکینافاسو است که در پست مدافع بازی می‌کند.
از تیم‌هایی که در آن‌ها بازی کرده‌است می‌توان به لیون و باشگاه فوتبال گنگام اشاره کرد.
وی همچنین در تیم ملی فوتبال بورکینافاسو بازی کرده‌است.